# The Rest of the Best
The Rest of the Best è la seconda raccolta del gruppo celtic rock The Pogues, pubblicata nel 1994.
Il singolo Yeah, Yeah, Yeah, Yeah, Yeah ha raggiunto la posizione #17 della Modern Rock Tracks.

## Tracce
- Tutte le tracce scritte da Shane MacGowan eccetto dove indicato.

1. If I Should Fall from Grace With God - 2:22 (album di provenienza If I Should Fall From Grace)
2. The Sick Bed of Cúchulaínn - 3:00 (album di provenienza Rum Sodomy & The Lash)
3. The Old Main Drag - 3:19  (album di provenienza Rum Sodomy & The Lash)
4. Boys From the County Hell - 2:56 (album di provenienza Red Roses From Me)
5. Young Ned of the Hill (Kavana, Woods) - 2:46  (album di provenienza Peace And Love)
6. Dark Streets of London - 3:32 (album di provenienza Red Roses From Me)
7. The Auld Triangle (Behan) - 4:21(album di provenienza Red Roses From Me)
8. Repeal of the Licensing Laws (Stacy) - 2:10 (dal singolo The Boys From The Country Hell)
9. Yeah, Yeah, Yeah, Yeah, Yeah - 3:19 (dal singolo Yeah, Yeah, Yeah, Yeah, Yeah)
10. London Girl - 3:16 (dal singolo Poguetry In Motion)
11. Honky Tonk Women (Jagger, Richards) - 2:56 (inedito, in seguito pubblicata in altre raccolte)
12. Summer in Siam - 4:08  (album di provenienza Hell's Ditch)
13. Turkish Song of the Damned - 3:27 (album di provenienza If I Should Fall From Grace)
14. Lullaby of London - 3:32 (album di provenienza If I Should Fall From Grace)
15. The Sunnyside of the Street (Finer, MacGowan) - 2:44  (album di provenienza Hell's Ditch)
16. Hell's Ditch (Finer, MacGowan) - 3:04  (album di provenienza Hell's Ditch)

## Formazione
- Shane MacGowan - voce, chitarra
- Terry Woods - sitar, voce d'accompagnamento
- Philip Chevron - chitarra, voce d'accompagnamento
- Spider Stacy - tin whistle, voce d'accompagnamento
- Andrew Ranken - batteria
- James Fearnley - accordion
- Jem Finer - banjo, sassofono
- Darryl Hunt - basso
- Cait O'Riodan - basso, voce d'accompagnamento

## Crediti[3]
- Ryan Art - design
- Chris Dickie - ingegneria del suono
- Nick Lacey - ingegneria del suono, assistente
- Nick Robbins - ingegneria del suono
- Paul Scully - ingegneria del suono
- Roy Spong - ingegneria del suono
- Craig Thomson - ingegneria del suono
- Steve Pyke - fotografia
- William Wegman - copertina